# Radoviš (kommun)
Radoviš (makedonska: Радовиш) är en kommun i Nordmakedonien. Den ligger i den östra delen av landet, 100 kilometer öster om huvudstaden Skopje. Radoviš kommun upptar ett område av 497,48 km² och hade vid den senaste mätningen 28 244 invånare (2002). Befolkningstätheten ligger på 56/km². De flesta är makedonier eller turkar. 36 byar och städer tillhör Radoviš kommun, förutom huvudorten Radoviš bland annat Oraovica och Podareš.